# 549744 Heimpal
549744 Heimpal este o planetă minoră (asteroid) din centura de asteroizi. A fost descoperită pe 25 septembrie 2011 la Piszkéstetői Obszervatórium⁠(d) de  și a fost numită după Pál Heim⁠(d). 
Obiectul prezintă o orbită caracterizată de o semiaxă mare de 2,6719410394438 UAi, o excentricitate de 0,29258306476153, o înclinație de 11,932661100561 ° în raport cu ecliptica.